# Apanteles nephereus
Apanteles nephereus är en stekelart som beskrevs av Nixon 1965. Apanteles nephereus ingår i släktet Apanteles och familjen bracksteklar. Inga underarter finns listade i Catalogue of Life.